# Емарге
Емарге (фр. Aimargues) насеље је и општина у јужној Француској у региону Лангдок-Русијон, у департману Гар која припада префектури Ним.
По подацима из 2011. године у општини је живело 4576 становника, а густина насељености је износила 172,81 становника/km². Општина се простире на површини од 26,48 km². Налази се на средњој надморској висини од 7 метара (максималној 13 m, а минималној 3 m).

## Демографија
| 1962. | 1968. | 1975. | 1982. | 1990. | 1999. | 2011. |
| ----- | ----- | ----- | ----- | ----- | ----- | ----- |
| 2.202 | 2.252 | 2.218 | 2.547 | 2.988 | 3.442 | 4.576 |

График промене броја становника у току последњих година